# Kristina Borg
Kristina Borg, född Jönsson 3 september 1844 i Västra Broby församling, Kristianstads län, död 9 september 1928 i Helsingborgs Maria församling, Malmöhus län, var en svensk journalist och redaktör. 
Borg anställdes 1867 vid Öresunds-Postens expedition. Från 1869 var hon gift med tidningens chefredaktör Fredrik Theodor Borg och stödde sin man i tidningsarbete och bistod honom i hans kamp för kvinnors rösträtt och hans fredssträvanden. Efter hans död 1895 övertog hon chefredaktörskapet över tidningen och deltog även i ett omfattande socialt arbete i Helsingborg. Hon ledde tidningen fram till 1928.
Hon var ordförande för Föreningen för kvinnans politiska rösträtt i Helsingborg.